# Tanjung Selor
Tanjung Selor ist die Hauptstadt der indonesischen Provinz Kalimantan Utara (Nordkalimantan). Bis 2012 war Kalimantan Utara noch Teil der Provinz Kalimantan Timur.

## Geographie
Tanjung Selor gehört zum gleichnamigen Kecamatan (Distrikt) des Kabupaten (Regierungsbezirks) Bulungan.

## Einwohner
2010 hatte der Kecamatan 39.439 Einwohner. Die Einwohnerzahl stieg auf über 56.600 Einwohner 2020.